# Ozodicera (Ozodicera) witteana
Ozodicera (Ozodicera) witteana is een tweevleugelige uit de familie langpootmuggen (Tipulidae). De soort komt voor in het Neotropisch gebied.